# Ninska biskupija
Ninska biskupija je povijesna hrvatska biskupija ustanovljena oko 850. godine, a kao naslovno biskupsko središte Katoličke crkve u Hrvatskoj obnovljena je 1933. godine.

## Povijest
██ Ninska biskupija u 15. stoljeću
Ninska biskupija ustanovljena je sredinom 9. stoljeća u doba hrvatskih narodnih vladara i Nin je bio sjedište prvoga hrvatskog biskupa, povijesnog Teodozija (879.). Već 928. godine biskupija je ukinuta na drugom crkvenom saboru u Splitu. Razlog je bio najpoznatiji ninski biskup Grgur koji je stolovao oko 900. do 929. godine, a za vrijeme svog stolovanja poznat je kao glavni zagovornik staroslavenskog jezika i narodnog pisma glagoljice kao i glagoljaškoga bogoslužja. Kada se 925. godine Tomislav proglašava kraljem biskup Grgur Ninski imao je vodeću vrhovnu crkvenu vlast u državi Hrvatskoj. Na crkvenom saboru koji je održan 925. godine u Splitu bori se zajedno s kraljem Tomislavom za bogoslužje na hrvatskom (slavenskom) jeziku i za uporabu glagoljice kao pisma. Tomislav je podržao povijesno pravo salonitanske crkve, na taj način izbjegavši raskol. Zaključke sabora trebao je potvrditi tadašnji papa Ivan X., no te 925. to nije učinjeno jer su do pape došla razna izvješća i pisma, a papa i dalmatinski biskupi nametnuli su svoje zaključke neizravnom ucjenom zabranjujući ređenje svećenika koji "rabe slavenski jezik da služi Bogu".
Tako je Grgur Ninski ostao bez biskupije i metropolije, te je na drugom saboru, koji je održan također u Splitu 928. godine, ukinuta Ninska biskupija, a Grguru Ninskom dodijeljena Skradinska biskupija. Na istom saboru crkvena vlast nad cijelom Hrvatskom i Dalmacijom predana je splitskom nadbiskupu. Zabranjeno je zaređenje svećenika koji su služili mise na starohrvatskom (svima koji nisu znali latinski), a liturgijski je jezik službeno postao latinski. Kako je bilo jako malo svećenika koji su znali latinski, bogoslužja su se nastavila na starohrvatskom uz uporabu glagoljice.
Biskupija je ponovo ustanovljena oko 1050. godine i funkcionirala je do početka 19. stoljeća, kada papinom bulom "Locum Beati Petri" od 30. lipnja 1828., papa Lav XII. ukida biskupiju u Ninu, a posljednjeg ninskog biskupa Josipa Grgura Scottija, godine 1807. imenuje zadarskim nadbiskupom.

## Naslovna biskupija
Obnovljena je 1933. kao naslovno biskupsko središte. Današnju titulu naslovnog biskupa Ninske biskupije papa Ivan Pavao II. dodijelio je mons. Martinu Vidoviću. S dužnosti se povukao 2011. i bio je apostolski nuncij u Bjelorusiji.